# Kadiluk
Kadiluk, također kaza (tur. kadılık od kadı: sudac, prema arap. qada: suditi), u Turskom Carstvu, sudsko i upravno područje, kotar.
Kako su kadije, uz sudbenu vlast, bili nadležni za vojnu i građansku upravu te za nadzor zakonitosti svih pravnih akata, kadiluk je bio stvarna upravna jedinica u Carstvu.
Granice kadiluka oblikovane su prema zemljopisnim, demografskim i povijesnim okolnostima. 
Više nahija sačinjavalo je kadiluk, a više kadiluka sandžak. Također je kadiluk mogao se poklapati s granicama cijelog sandžaka, no i samo jedne nahije. Na čelu kadiluka stajali su kajmekam (u upravnom), kadija (u sudskom) i muselim (u izvršnom) pogledu. Kadiji je u jednom gradu služba trajala dvije godine.
Uvjet uspostave kadiluka bio je postojanje gradskog naselja znatnije uloge. Drugi uvjet bio je postojanje znatnije muslimanske zajednice u tom gradu, da bi kadija imao kome uredovati. Muslimanima je uredovao u šerijatsko-pravnim poslovima. Podjela kadiluka ovisila je o važnosti grada u kojem je bilo sjedište, pa su na hrvatskim prostorima bile kaze od 150,300 i 500 akča. Izvan grada, u okolici i manjim mjestima bile su ispostave, nijabeti, u kojima su uredovali službenici koji su zastupali kadiju, naibi.